# Auctarium ad Synopsim Methodicam Stirpium Horti Reg. Taurinensis
Auctarium ad Synopsim Methodicam Stirpium Horti Reg. Taurinensis (abreviado Auct. Syn.) es un libro ilustrado con descripciones botánicas que fue editado por el médico, naturalista y botánico italiano Carlo Allioni. Fue publicado en el año 1773. Fue también publicado en Mélanges de Philosophie et de Mathématique de la Société Royale de Turin   (1774).